# Сейсморазведка

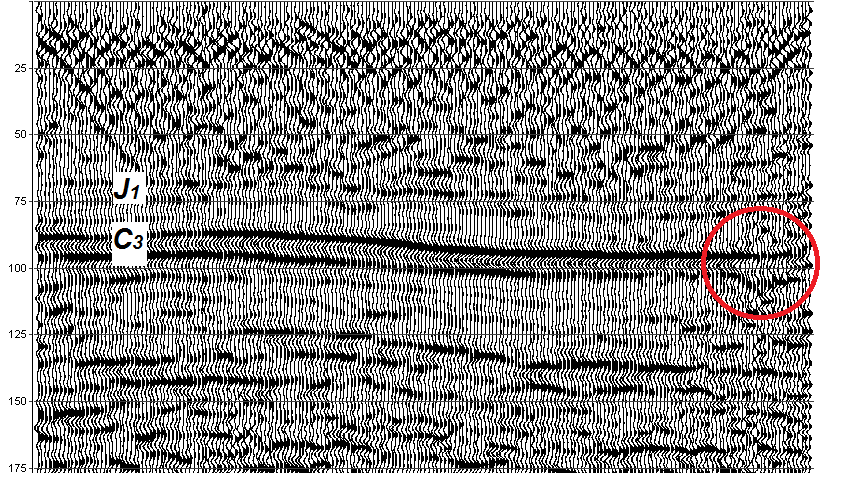
Сейсмический глубинный разрез

Сейсморазвѐдка — раздел разведочной геофизики, основанный на регистрации искусственно возбуждаемых упругих волн и извлечении из них полезной геолого-геофизической информации. Зародилась в начале 1920-х годов. При помощи сейсморазведки изучается глубинное строение Земли, выделяются месторождения полезных ископаемых (в основном нефти и газа), решаются задачи гидрогеологии и инженерной геологии, проводится сейсмическое микрорайонирование. Сейсморазведка отличается  высокой разрешающей способностью, технологичностью и большим объёмом получаемой информации.

## Общая информация
В основе сейсмических методов лежит возбуждение упругих волн при помощи технического устройства или комплекса устройств — источника. Источник создаёт в толще горных пород избыточное давление, которое компенсируется средой в течение некоторого времени. В процессе компенсации связанные частицы пород совершают периодические колебания, передаваемые вглубь земли упругими волнами. Важнейшим свойством волны является её скорость, зависящая от литологического состава, состояния горных пород (трещиноватости, выветрелости и т. д.), возраста, глубины залегания.

Распространяясь в объёме горных пород, упругие волны попадают на границы слоёв с различными упругими свойствами, изменяют направление, углы лучей и амплитуду, образуются новые волны. На пути следования волн размещаются пункты приёма, где при помощи сейсмоприемников принимаются колебания частиц и преобразуются в электрический сигнал.

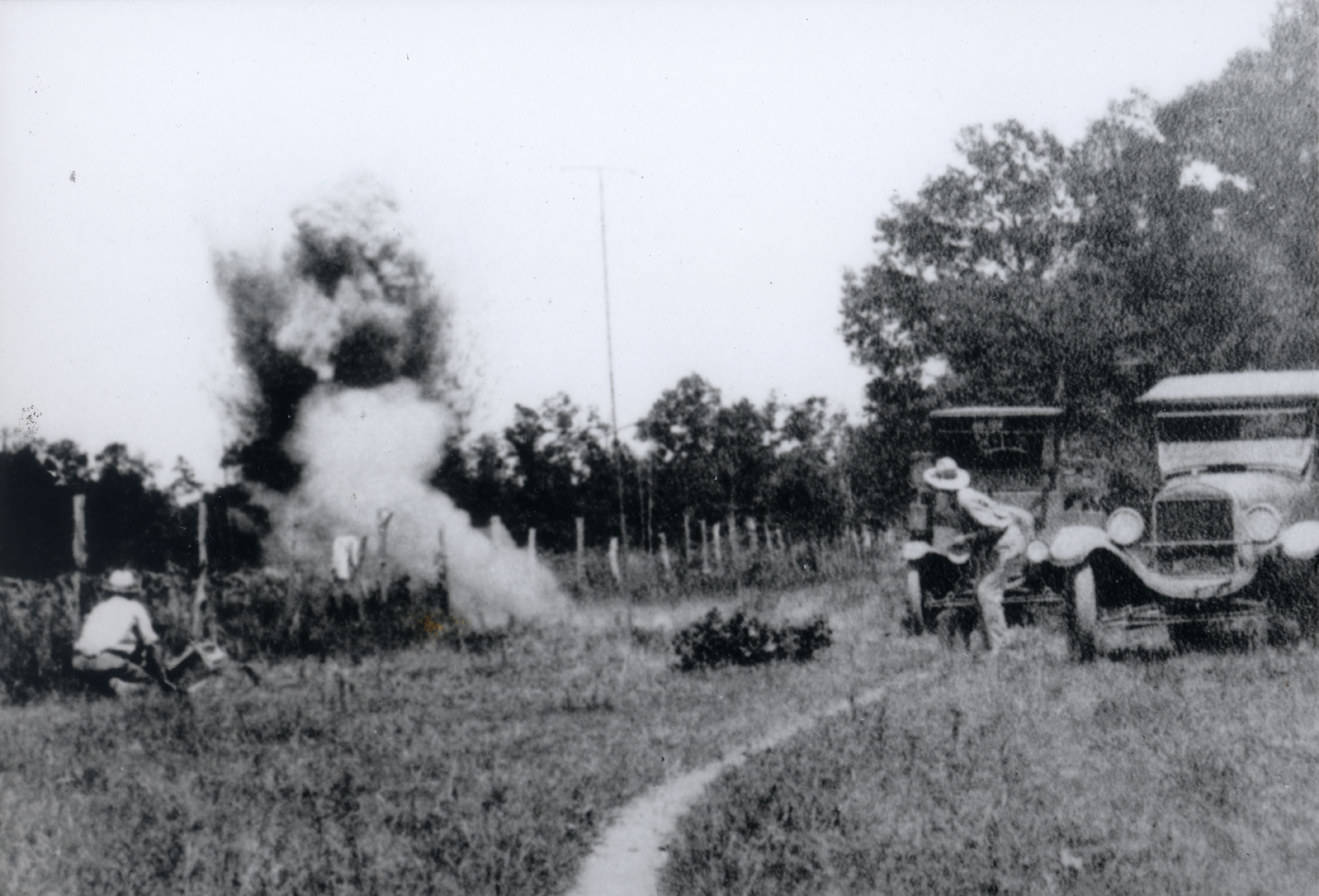
Работы методом преломлённых волн в штате Оклахома (Компания Сейсмос, 24.07.1923)

Пункты приёма, применяемые для регистрации волн от одного пункта возбуждения(источника) образуют расстановку. В зависимости от размерности сейсморазведки расстановки имеют форму прямой линии (2D сейсморазведка) или блока параллельных приёмных линий (3D сейсморазведка). Графики записанных колебаний(трассы) группируются в сейсмограммы и анализируются для нахождения свойств волн.
Из полученных сейсмограмм извлекается геолого-геофизическая информация о сейсмогеологических границах. Наиболее эффективна сейсморазведка при изучении осадочного чехла древних платформ, поскольку его горизонтально-слоистое строение наиболее просто находится по сейсмическим данным. С увеличением наклона целевых геологических границ надежность получаемой сейсморазведкой информации падает.

## Возбуждение упругих волн

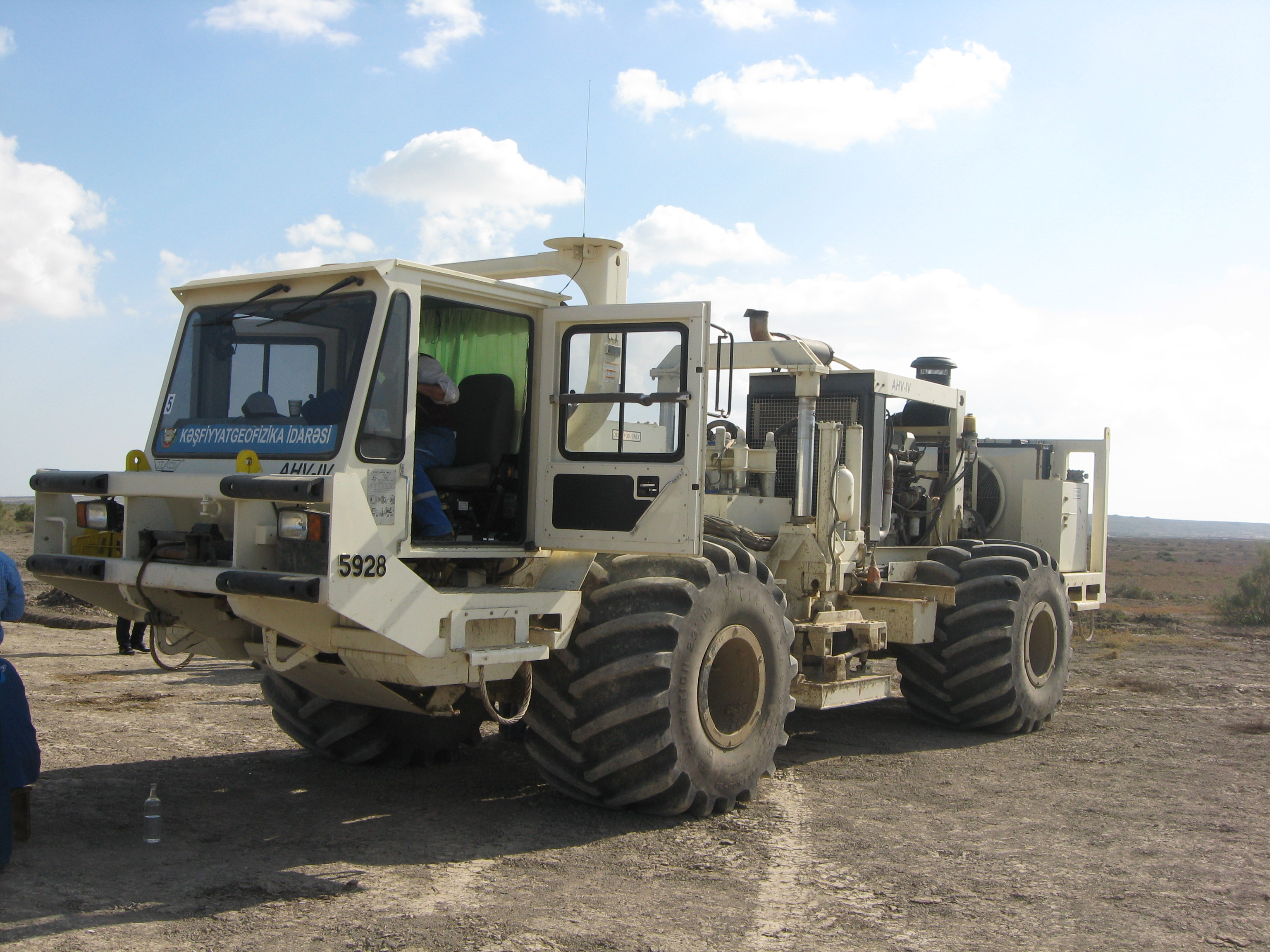
Вибрационный сейсморазведочный источник

Для возбуждения колебаний применяются взрывы зарядов тротила в неглубоких скважинах (10-20 м)  а также длительное (вибрационное) или короткое (импульсное) ударное воздействие на горные породы. Взрывные источники характеризуются наибольшей мощностью и компактностью, при этом требуют дорогостоящих подготовительных и ликвидационных работ, а также наносят большой урон окружающей среде. В 1956-88 годах в СССР  и Индии использовались «мирные» подземные ядерные взрывы для целей глубинного сейсмического зондирования земной коры и верхней мантии.
Невзрывные источники гораздо слабее, но могут использоваться многократно в одной и той же точке, более управляемы, а также безопаснее для человека и экологии.
Источник возбуждает два типа независимых сейсмических волн — продольные и поперечные. С продольными волнами связаны колебания, направленные вдоль луча волны, а с поперечными — поперек.

Сейсмограмма, полученная Людгером Минтропом

Прямой волной называется продольная или поперечная волна, распространяющаяся непосредственно от источника к точке наблюдения. Продольные волны характеризуются большими скоростями, приходят в любую точку среды раньше поперечных, распространяются практически в любых веществах.

## Модель среды и волновое поле
Горные породы характеризуются различными скоростями распространения упругих волн. Параметр скорости определяется упругими константами и плотностью горной породы, а они в свою очередь зависят от минерального состава, пористости, трещиноватости и глубины залегания.
По значению скорости упругой волны геологический разрез разделяется на относительно однородные слои горных пород, на границах которых скорость меняется скачком. Как правило, границы областей с различными физическими свойствами совпадают с геологическими границам, что используется при интерпретации сейсмических данных.
Наличие резких границ раздела между пластами приводит к образованию вторичных волн — отраженных, проходящих и преломленных. Интенсивность вторичных волн зависит от контрастности границы по упругим свойствам. Чем сложнее строение изучаемой геологической среды, тем больше волн образуется на её границах раздела. Все вместе они образуют вторичное волновое поле — объект измерения в сейсморазведке.Если вторичные волны содержат информацию о целевых геологических границах и успешно регистрируются на поверхности земли или в стволе скважины, то они называются полезными. По типу выделяемых полезных волн в сейсморазведке различают методы отраженных и преломленных волн.

## Приём колебаний
Основным измерительным устройством в сейсморазведке служит сейсмоприемник, преобразующий механические колебания упругих волн в электрический ток переменного напряжения. При перемещении частиц горных пород вблизи корпуса приемника в нём вырабатываются электрические импульсы, которые затем откладываются на оси времени. Получаемые зависимости называются графиками колебаний или сейсмотрассами.
Сейсмотрассы объединяются в сейсмограммы — первичный полевой материал сейсморазведки. Сигналы от приемников подвергаются предобработке — усилению, фильтрации нежелательных колебаний и преобразований в цифровую форму. По независимым информационным каналам данные с точек наблюдения поступают в единый центр — сейсмическую станцию, где представляются в удобной для оператора форме.
Сейсмическая станция представляет единый информационно-измерительный комплекс, предназначенный для объединения данных с сейсмоприемников, их предобработки, визуального анализа и сохранения на устройство памяти.

## Системы наблюдений
Для эффективного прослеживания целевых сейсмогеологических границ применяются типовые способы установки и перемещения пунктов возбуждения и приема колебаний — системы наблюдений. Типичной системой наблюдений является пункт возбуждения, c которого упругие волны регистрируются расстановкой, состоящей из 100—300 пунктов приема — каналов сейсмостанции. Пункт возбуждения обычно располагается в центре расстановки приемника и для получения новой сейсмограммы перемещается на расстояние в 25-50 м. Интервал между пунктами приема также выбирается равным 25-50 метров. Параметры расстановки при перемещении по профилю не изменяются для облегчения дальнейшей автоматизированной обработки данных.Описанная система наблюдений позволяет выделять целевые границы с достаточной надежностью, которая обеспечивается избыточностью получаемой информации. Например, при использовании 240 пунктов приема в расстановке количество сейсмострасс на одну точку границы может достигать 120. Правильный выбор системы наблюдений позволяет без лишних затрат получать необходимую информацию о строении интересующей части геологической среды.

### Обработка и интерпретация
Получаемые в процессе полевых работ сейсмограммы содержат значительную долю нежелательных волн-помех и мешающих колебаний, а полезные волны неудобны для интерпретации. Поэтому первичные сейсмограммы обрабатываются с использованием самой современной компьютерной техники. В результате выполнения процедур обработки сейсмограммы преобразуются во временной или глубинный разрез — материал для геологического толкования. По известным признакам на полученных разрезах выделяются аномальные участки, с которыми связываются скопления полезных ископаемых.

## Методы сейсморазведки
Методы сейсморазведки различаются по типу используемых полезных волн, по стадии геологоразведочного процесса, по решаемым задачам, по способу получения данных, по размерности, по типу источника колебаний и частоте колебаний целевых волн.
По типу используемых волн выделяются:

### Метод отраженных волн (МОВ)
Основан на выделении волн, однократно-отраженных от целевой геологической границы. Наиболее востребованный метод сейсморазведки, позволяющий изучать геологический разрез с детальностью до 0,5 % от глубины залегания границы.Используется в сочетании с методикой многократных перекрытий, в которой для каждой точки границы регистрируется большое количество сейсмических трасс. Избыточная информация суммируется по признаку общей средней или глубинной точки (ОСТ или ОГТ). Метод общей глубинной точки значительно расширяет возможности МОВ и применяется в большинстве сейсморазведочных работ.

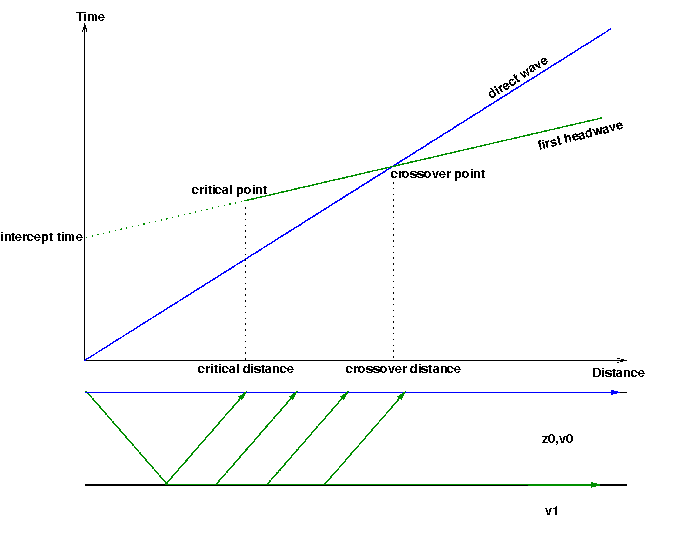
Годографы волн в первых вступлениях

### Метод преломленных волн (МПВ)
Ориентирован на преломленные волны, которые образуются при падении волны на границу двух пластов под определенным углом. При этом образуется скользящая волна, распространяющая со скоростью нижележащего пласта. МПВ используется только для решения специальных задач из-за существенных ограничений метода.
Вертикальное сейсмическое профилирование (ВСП) является методом сейсмических наблюдений в скважинах, широко внедрено в практику производственных работ и прочно вошло в комплекс сейсмических исследований.
Вертикальное сейсмическое профилирование - метод сейсмических исследований, при котором источник или приемник упругих колебаний волны перемещается в стволе скважины. Метод разработан Е.И.Гальпериным в 60-е годы XX в. (Гальперин, 1982). Метод по способу регистрации и анализа волнового поля делится на 2 типа:
- скалярное (однокомпонентное)
- векторное (поляризационное) - получивший наибольшее распространение

Прием сейсмических колебаний при поляризационном ВСП производится установкой, состоящей из 3-х сейсмоприемников, ориентированных под углом 35°. Разрез скважины дифференциируется по полю различных типов волн:
- по скорости распространения продольных и поперечных сейсмических волн
- параметрам поляризации и поглощения
- характеру анизотропии среды в околоскважинном пространстве.

Метод позволяет исследовать строение геологической среды не только в околоскважинном пространстве, но и между скважинами, а также глубже забоя. Различаются и типы систем наблюдения, используемых в методе. Существуют продольное и непродольное ВСП; ВСП-ОГТ (общей глубинной точки, основанное на многократных наблюдениях в скважине); обращенное ВСП (когда источник, либо приемник располоден в скважине, а приемник, либо источник, перемещается вдоль профиля вверх; межскважинное ВСП; трехмерное ВСП (комбинирование скважинных и поверхностных площадных наблюдений). Различные вариации метода используются при изучении коллекторских свойств нефтегазоносных пластов, при изучении литолого-стратиграфических границ, разрывных нарушений, контактов соляных куполов.
Стратиграфическая привязка отражений — установление соответствия между определёнными геологическими и сейсмическими границами, отражения от которых регистрируются в волносовм сейсмическом поле и коррелируются на временных сейсмических разрезах как отражающие горизонты — одна из главных задач ВСП. В рамках толстослоистой модели среды наиболее надёжно стратифицируются доминирующие отражённые волны, приуроченные к кровлям и подошвам свит или мощным литологическим пачкам. О привязке кровли или подошвы тонких пластов, которые обладают повышенной акустической контрастностью среди вмещающих отложений, говорить не корректно. В данном случае отражённую волну можно привязать только к интервалу определённого пласта

### Стадии сейсморазведки
- Глубинное сейсмическое зондирование;
- Региональная сейсморазведка;
- Поисковые работы;
- Детализационные работы;
- Разведка месторождений;
- Доразведка и геотехнические исследования;

### Направления
- Нефтегазовая сейсморазведка;
- Рудная сейсморазведка[11];
- Угольная сейсморазведка;
- Инженерная сейсморазведка;

### Разновидности

#### По способу получения данных
- Наземная сейcморазведка;
- Акваториальная  сейсморазведка(морская, речная, озёрная и болотная, исследования в транзитной зоне);
- Скважинная сейсморазведка[12];
- Петрофизика;

#### По размерности
- 1D —  источник и приёмник совмещены;
- 2D — источник и приёмник находятся на одной прямой линии;
- 3D — приёмники расставлены по площади

#### По типу источника
- взрывная;
- вибрационная;
- невзрывная импульсная сейсморазведка.

#### По частоте волн
- низкочастотная (1-10 Гц);
- средне-частотную(10-100 Гц);
- высокочастотную(>100 Гц);

## Недостатки
1. Вред экологии — выброс продуктов взрывания, прохождение просек
2. Затруднено выполнение работ на пересечённой местности и болотах

## Известные учёные-сейсморазведчики
- Гамбурцев, Григорий Александрович (СССР)
- Рябинкин, Лев Александрович (СССР)
- Пузырёв, Николай Никитович  (СССР и Россия)
- Людгер Минтроп (Германия, США)
- Потапов Олег Александрович (СССР)
- Ловля, Сергей Александрович (СССР)